# Зеленьківська сільська рада (Тальнівський район)
Зеле́ньківська сільська́ ра́да — адміністративно-територіальна одиниця та орган місцевого самоврядування в Тальнівському районі Черкаської області. Адміністративний центр — село Зеленьків.

## Загальні відомості
- Населення ради: 1 253 особи (станом на 2001 рік)

## Населені пункти
Сільській раді були підпорядковані населені пункти:
- с. Зеленьків

## Склад ради
Рада складалася з 16 депутатів та голови.
- Голова ради: Деркач Валентина Євгеніївна
- Секретар ради: Кобенко Наталія Миколаївна

### Керівний склад попередніх скликань
| Прізвище, ім'я, по батькові | Основні відомості                                                 | Дата обрання | Дата звільнення |
| --------------------------- | ----------------------------------------------------------------- | ------------ | --------------- |
| Деркач Валентина Євгеніївна | Сільський голова, 1959 року народження, освіта вища, позапартійна | 26.03.2006   | 31.10.2010      |
| Деркач Валентина Євгеніївна | Сільський голова, 1959 року народження, освіта вища, позапартійна | 31.10.2010   |                 |

Примітка: таблиця складена за даними сайту Верховної Ради України

### Депутати
За результатами місцевих виборів 2010 року депутатами ради стали:

#### За суб'єктами висування
| Суб'єкт висування | Кількість обраних депутатів | %    |
| ----------------- | --------------------------- | ---- |
| Самовисування     | 13                          | 81,3 |
| Партія регіонів   | 2                           | 12,5 |
| Народна партія    | 1                           | 6,3  |

#### За округами
| № округу        | Прізвище, ім'я, по батькові    | Дата визнання обраним | Освіта             | Партійна приналежність | Відомості про обраного депутата                                                   |
| --------------- | ------------------------------ | --------------------- | ------------------ | ---------------------- | --------------------------------------------------------------------------------- |
| Народна Партія  |                                |                       |                    |                        |                                                                                   |
| 9               | Євичук Валентина Петрівна      | 04.11.2010            | вища               | позапартійна           | Зеленьківська загальноосвітня школа, вчитель математики                           |
| Партія регіонів |                                |                       |                    |                        |                                                                                   |
| 4               | Коханівська Людмила Василівна  | 04.11.2010            | середня спеціальна | член Партії регіонів   | Зеленьківська сільська рада, землевпорядник                                       |
| 7               | Рибалко Надія Пилипівна        | 04.11.2010            | середня спеціальна | член Партії регіонів   | Зеленьківська сільська бібліотека, завідувачка                                    |
| Самовисування   |                                |                       |                    |                        |                                                                                   |
| 1               | Деркач Олексій Якович          | 04.11.2010            | вища               | позапартійний          | фермерське господарство «Вікторія», агроном                                       |
| 2               | Романенко Олена Вікторівна     | 04.11.2010            | вища               | позапартійна           | Зеленьківська загальноосвітня школа, вчитель                                      |
| 3               | Сива Надія Петрівна            | 04.11.2010            | середня спеціальна | член Партії регіонів   | Зеленьківська філія ВАТ Ощадбанк, завідувачка                                     |
| 5               | Сокуренко Микола Вікторович    | 04.11.2010            | вища               | позапартійний          | Зеленьківська та Майданецька загальноосвітня школа, вчитель фізики та інформатики |
| 6               | Пельменьова Наталія Федорівна  | 10.01.2011            | середня спеціальна | позапартійна           | тимчасово не працює                                                               |
| 8               | Щербина Валентина Миколаївна   | 04.11.2010            | вища               | позапартійна           | Зеленьківська загальноосвітня школа, вчитель                                      |
| 10              | Сива Тетяна Іванівна           | 04.11.2010            | середня спеціальна | член Партії регіонів   | Зеленьківський дитсадок «Веселка», кухар                                          |
| 11              | Звіряка Валентина Михайлівна   | 04.11.2010            | середня спеціальна | член Партії регіонів   | тимчасово не працює                                                               |
| 12              | Удачний Роман Вікторович       | 04.11.2010            | вища               | позапартійний          | особисто селянське господарство                                                   |
| 13              | Удачна Оксана Миколаївна       | 04.11.2010            | вища               | позапартійна           | тимчасово не працює                                                               |
| 14              | Фурлета Катерина Володимирівна | 04.11.2010            | середня            | член Партії регіонів   | тимчасово не працює                                                               |
| 15              | Кобенко Наталія Миколаївна     | 04.11.2010            | вища               | позапартійна           | Зеленьківська сільська рада, секретар                                             |
| 16              | Сокуренко Світлана Миколаївна  | 04.11.2010            | вища               | позапартійна           | Зеленьківська сільська рада, бухгалтер                                            |